# إسماعيل الثاني
أَبُو ٱلمُظَفَّر ٱلْشَّاهُ إِسۡمَاعِيلُ ٱلْثَّانِي بنُ ٱلْشَّاهِ طَهمَاسب ٱلْصَّفَويّ (بالفارسية: ابوالمظفر شاه اسماعیل بن شاه طهماسب صفوی) (943 هـ - 985 هـ المُوافق فِيه 28 مايو (أيار) 1537م - 25 نوفمبر (تشرين الثاني) 1577م) المعروف اختصارًا بِـ«إسماعيل الثاني» أو «إسماعيل ديوانه». هو الشاه الثالث مِن السُلالة الصفويَّة التي حكمت إمبراطوريَّة واسعة لأكثر من مائتي عام. وقد حكم البلاد من سنة 984 هـ المُوافقة لِسنة 1576م إلى سنة 985 هـ المُوافقة لِسنة 1577م. وقد كان شاعرًا كتب أعماله بِتخلص «عادلي».

## الحياة
كان إسماعيل نجل شاه طهماسب الأول من قبل أمه التركمانية، السلطانة البكة مواصيلو، في 1547 تم تعيينه والي ولاية شيروان حيث قاد عدة حملات ضد العثمانيين. في عام 1556 أصبح حاكم خراسان ولكن أحد رجال الحاشية المقربين لوالده، معصوم بيك صفوي أقنع الشاه بأن إسماعيل كان يخطط للإطاحة به.لذلك أمضى إسماعيل السنوات ال 20 المقبلة في سجن كهكهة غرب خرسان.
عندما توفي طهماسب عام 1576، فصائل الجيش القوية القزلاباشيين تنازعت في ما بينها على من يجعلونه شاها. أنقسم القزلاباشيين بين أنصار إسماعيل وشقيقه الأصغر حيدر علي، ابن طهماسب من قبل أمه الجورجية. الفصيل الموالي لحيدر كان ناجحا لفترة وجيزة في وضع مرشحهم على العرش ولكن قتل حيدر في الحرب التي تلت ذلك بين مؤيديه وخصومهم. فحاول فصيل آخر جعل ابن طهماسب من قبل زوجته الشركسية شاها، ولكن أنصار إسماعيل هزموهم وتوج إسماعيل أخيرا في 22 آب 1576 كشاه إيران.
في حملاته في منطقة القوقاز، أحضر ثلاثين ألف من الجورجيين والشركس الأسرى إلى إيران، مكملا لبرنامج خلق طبقة جديدة في المجتمع الفارسي، والذي قد بدأ بالفعل في عهد والده طهماسب الأول.
سنوات إسماعيل في السجن يبدو أنها أثرت على عقله. فقد نفذ عدة أعدامات في الفصيل الذي عارضه، التفت أيضا إلى بعض من مؤيديه. قتل أو سمل عيون خمسة من إخوته وأربعة أمراء صفويين أخريين وكذلك قسم من حاشية العرش، بما في ذلك إبراهيم ميرزا، حتى لا يكونون قادرين على المطالبة بالعرش. كما حاول تنفيذ سياسة التقارب مع الإسلام السني متقربا لغالبية الشعب أنذاك وحاول إبعاد مجلس نيابة الفقهاء، فأدى ذلك إلى الأمتعاض بين بعض رجال الدين الشيعة وأتهمه البعض بالتقرب من الأسلام السني، فندم القزلاباشيين على اختيارهم للشاه، وتآمروا لاغتيال إسماعيل بمساعدة أخته باري خان خانوم. توفي إسماعيل بعد جرعة من الأفيون مسموما في 24 تشرين الثاني 1577.

## ذرية إسماعيل الثاني
- الأمير سلطان شجاع الدين محمد ميرزا (ولادة 16 أكتوبر 1577 - موت 17 فبراير 1578)
- الأميرة صفية سلطان البكة (و 1555 - م 3 سبتمبر 1617)
- الأميرة فخر-ي- جيهان خانم (و 1577 – م ؟ )
- أميرة جوهر سلطان خانم (و 1578 - م 1618)